# FC Athinaikos
FC Athinaikos este o echipă de fotbal din Grecia.